# Jesper Nilsson (Kruse)
Jesper Nilsson (Kruse), var en svensk väpnare.
Han var 1510 och 1512 skriven som frälseman till Vænista i Lillkyrka socken, Trögd. Gabriel Anrep hävdar att han skulle ha varit son till Niklis Kruse och Carin Ulfsdotter. och att han varit "Herre till Hesselby, Wernerstad och Årby". Åby och Hesselby kom dock först efter hans död i släktens ägo
Jesper gifte sig enligt Anrep med Barbro Ulfstand. Klart är att Jesper Nilsson var gift med Barbro Larsdotter, en syster till Peder Larsson (Årbyätten), den ätt som senare kallar sig Ulfstand av Årby.

## Barn
- Lars Jespersson (död 1587 eller 1588), domare och fogde
- Nils Jespersson (död 1574), amiral